# Adolf Müller (lutte)
Pour les articles homonymes, voir Adolf Müller et Müller.
Adolf Müller, né le 11 avril 1914 et mort le 7 juillet 2005, est un lutteur suisse spécialiste de la lutte libre. Il participe aux Jeux olympiques d'été de 1948 et combat dans la catégorie des poids plumes en lutte libre. Il y remporte la médaille de bronze.

## Palmarès

### Jeux olympiques
- Jeux olympiques de 1948 à Londres,  Royaume-Uni
  -  Médaille de bronze.